# Herb Raglan
Herb Raglan (né le 5 août 1967 à Peterborough, Ontario au Canada) est un joueur canadien de hockey sur glace.

## Carrière de joueur
Il commença sa carrière avec les Blues de Saint-Louis à la fin de la saison 1985-1986. Ce joueur prônait un jeu robuste sans toutefois porter le titre de bagarreur même s'il laissait parfois tomber les gants. Il demeura avec les Blues jusqu'en 1991 lorsqu'il fut acquis par les Nordiques de Québec. À peine un peu plus d'une saison passée à Québec, il changea à nouveau d'équipe, se retrouvant cette fois au soleil de la Floride, s'alignant désormais avec le Lightning de Tampa Bay. Par contre, il n'y joua que deux parties. Sans contrat de la LNH pour le début de la saison 1993-1994, il joua pour les Wings de Kalamazoo dans la défunte Ligue internationale de hockey. Ce n'est qu'en janvier qu'une équipe de la LNH fit appel à ses services, il signa avec les Sénateurs d'Ottawa, mais termina quand même la saison dans la LIH après avoir été rappelé quelques fois par les Sénateurs.
À la suite de cette saison, il ne joua plus jamais dans la LNH. Il continua à jouer au hockey professionnel pour diverses équipes mineures encore quatre saisons.

## Statistiques
Pour les significations des abréviations, voir Statistiques du hockey sur glace.
| Saison     | Équipe                       | Ligue      |     | Saison régulière | Saison régulière | Saison régulière | Saison régulière | Saison régulière |   | Séries éliminatoires | Séries éliminatoires | Séries éliminatoires | Séries éliminatoires | Séries éliminatoires |
| Saison     | Équipe                       | Ligue      | PJ  | B                | A                | Pts              | Pun              | PJ               | B | A                    | Pts                  | Pun                  |                      |                      |
| 1983-1984  | Legionnaires de Peterborough | OMHA       | 26  | 39               | 21               | 60               | 60               | -                | - | -                    | -                    | -                    |                      |                      |
| 1984-1985  | Canadians de Kingston        | LHO        | 58  | 20               | 22               | 42               | 166              | -                | - | -                    | -                    | -                    |                      |                      |
| 1985-1986  | Canadians de Kingston        | LHO        | 28  | 10               | 9                | 19               | 88               | -                | - | -                    | -                    | -                    |                      |                      |
| 1985-1986  | Blues de Saint-Louis         | LNH        | 7   | 0                | 0                | 0                | 5                | 10               | 1 | 1                    | 2                    | 24                   |                      |                      |
| 1986-1987  | Blues de Saint-Louis         | LNH        | 62  | 6                | 10               | 16               | 159              | 4                | 0 | 0                    | 0                    | 2                    |                      |                      |
| 1987-1988  | Blues de Saint-Louis         | LNH        | 73  | 10               | 15               | 25               | 190              | 10               | 1 | 3                    | 4                    | 11                   |                      |                      |
| 1988-1989  | Blues de Saint-Louis         | LNH        | 50  | 7                | 10               | 17               | 144              | 8                | 1 | 2                    | 3                    | 13                   |                      |                      |
| 1989-1990  | Blues de Saint-Louis         | LNH        | 11  | 0                | 1                | 1                | 21               | -                | - | -                    | -                    | -                    |                      |                      |
| 1990-1991  | Blues de Saint-Louis         | LNH        | 32  | 3                | 3                | 6                | 52               | -                | - | -                    | -                    | -                    |                      |                      |
| 1990-1991  | Nordiques de Québec          | LNH        | 15  | 1                | 3                | 4                | 30               | -                | - | -                    | -                    | -                    |                      |                      |
| 1991-1992  | Nordiques de Québec          | LNH        | 62  | 6                | 14               | 20               | 120              | -                | - | -                    | -                    | -                    |                      |                      |
| 1992-1993  | Citadels d'Halifax           | LAH        | 28  | 3                | 9                | 12               | 83               | -                | - | -                    | -                    | -                    |                      |                      |
| 1992-1993  | Knights d'Atlanta            | LIH        | 24  | 4                | 10               | 14               | 139              | 9                | 3 | 3                    | 6                    | 32                   |                      |                      |
| 1992-1993  | Lightning de Tampa Bay       | LNH        | 2   | 0                | 0                | 0                | 2                | -                | - | -                    | -                    | -                    |                      |                      |
| 1993-1994  | Wings de Kalamazoo           | LIH        | 29  | 6                | 11               | 17               | 112              | 5                | 0 | 0                    | 0                    | 32                   |                      |                      |
| 1993-1994  | Sénateurs d'Ottawa           | LNH        | 29  | 0                | 0                | 0                | 52               | -                | - | -                    | -                    | -                    |                      |                      |
| 1994-1995  | Wings de Kalamazoo           | LIH        | 31  | 4                | 4                | 8                | 94               | 6                | 0 | 0                    | 0                    | 15                   |                      |                      |
| 1995-1996  | Smoke de Brantford           | CoHL       | 69  | 46               | 38               | 84               | 267              | 12               | 9 | 6                    | 15                   | 58                   |                      |                      |
| 1996-1997  | Stampede de Central-Texas    | WPHL       | 33  | 14               | 18               | 32               | 131              | 10               | 7 | 3                    | 10                   | 30                   |                      |                      |
| 1996-1997  | Smoke de Brantford           | CoHL       | 11  | 5                | 4                | 9                | 33               | 2                | 3 | 1                    | 4                    | 4                    |                      |                      |
| 1997-1998  | Smoke de Brantford           | UHL        | 17  | 8                | 10               | 18               | 38               | -                | - | -                    | -                    | -                    |                      |                      |
| Totaux LNH | Totaux LNH                   | Totaux LNH | 343 | 33               | 56               | 89               | 775              | 32               | 3 | 6                    | 9                    | 50                   |                      |                      |

## Transactions en carrière
- 4 février 1991 : échangé aux Nordiques de Québec par les Blues de Saint-Louis avec Andy Rymsha et Tony Twist en retour de Darin Kimble.
- 12 février 1993 : échangé au Lightning de Tampa Bay par les Nordiques de Québec en retour de Michel Mongeau, Martin Simard et Steve Tuttle.
- 1er janvier 1994 : signe un contrat comme agent-libre avec les Sénateurs d'Ottawa.

## Parenté dans le sport
- Fils du hockeyeur canadien Clare Raglan.